# Jugoslavenska narodna armija
Jugoslavenska narodna armija (skraćeno JNA; srp.: Jугословенска народна армиja/Jugoslovenska narodna armija, slo.: Jugoslovanska ljudska armada, mak.; Југословенска народна армија)  (22. prosinca 1941. – 20. svibnja 1992.) bila je dio jedinstvenih oružanih snaga SFRJ do njezina raspada. Službeno je ukinuta 20. svibnja 1992. godine.
Partizanske snage pod kontrolom Komunističke partije Jugoslavije, NOVJ preimenovane su krajem II. svjetskog rata u Jugoslavensku armiju (JA); da bi 1951. godine nastavila ta vojska postojati kao Jugoslavenska narodna armija (JNA).
JA je branila suverenitet i teritorijalni integritet Jugoslavije; u završnim borbama protiv Nijemaca i njegovih snaga na kraju Drugog svjetskog rata – među kojima su bile i oružane snage NDH – uspostavila je kao dio pobjedničkih savezničkih snaga vlast nad cjelokupnim teritorijem ranije Kraljevine Jugoslavije, te nad dijelom etničkog hrvatskog i slovenskog teritorija koji je nakon Prvog svjetskog rata bio pripao Italiji; ti su teritoriji danas dijelovi Hrvatske i Slovenije. U postupku uspostavljanja kontrole nad teritorijem Jugoslavije počinile su snage JA cijeli niz ratnih zločina protiv civila i zarobljenih neprijateljskih vojnika – od pokolja na otoku Daksi kod Dubrovnika u listopadu 1944. do zločina na Bleiburgu i Križnom putu 1945.
Početkom 1990-ih godina je JNA – čiji je zapovjedni kadar bio nadproporcionalno popunjen etničkim Srbima – u cijelosti preuzela ulogu instrumenta agresivne velikosrpske politike i odigrala ključnu ulogu u agresiji na Republiku Hrvatsku u Domovinskom ratu. Razdoblje prikazivanja da je posrijedi doista "jugoslavenska", a ne srpska vojska dovršeno je raketiranjem Banskih dvora u Zagrebu 7. listopada 1991., kojemu je očiti cilj bio ubijanje novoizabranog hrvatskog predsjednika Franje Tuđmana, tadašnjega hrvatskog predstavnika u predsjedništvu Jugoslavije (i kasnijeg predsjednika RH) Stjepana Mesića i tadašnjeg premijera Jugoslavije (i također Hrvata) Ante Markovića, koji su u vrijeme napada imali sastanak u Banskim dvorima: dan nakon tog pokušaja ubojstva hrvatskog političkog vodstva, proglasio je Hrvatski sabor osamostaljenje od Jugoslavije, donošenjem Odluke o raskidu državnopravnih sveza s ostalim republikama i pokrajinama SFRJ.

## Povijest
Svoje korijene JNA vuče iz Narodnooslobodilačke borbe i partizanskih odreda Jugoslavije. Nakon oružanih partizanskih ustanaka, pod rukovodstvom Komunističke partije Jugoslavije, 22. prosinca 1941. u mjestu Rudo (BiH) osnovana je 1. proleterska brigada Narodnooslobodilačke vojske Jugoslavije, od četiri srpska i dva crnogorska bataljuna, što je kasnije bio službeni praznik osnivanja oružanih snaga Druge Jugoslavije.
Pred sam kraj Drugog svjetskog rata, 1. ožujka 1945. godine, NOVJ dobiva naziv Jugoslavenska armija (skraćeno JA).
U povodu proslave desetgodišnjice razvoja, 22. prosinca 1951., Jugoslavenska armija je preimenovana u Jugoslavensku narodnu armiju (JNA), čime je, kako je objašnjeno, i formalno naglašen njen narodni, socijalistički i revolucionarni karakter.
Najdosljednija je provoditeljica titovske jugoslavensko-komunističke politike. JNA je krajem svoga postojanja počinila javnu veleizdaju svih nesrpskih naroda u Jugoslaviji.

### 1960. – 1970.
Krajem studenoga 1968. je JNA prvi put intervenirala radi "smirivanja" naroda. Albanci su u Prištini i inim gradovima na Kosovu na 27. studenoga, koji je bio državni blagdan susjedne Albanije, Dan zastava, masovno izašli na ulice. Zahtijevali su da AP Kosovo postane republikom (poznati slogan: Kosovo republika!). Milicija i JNA su brutalno reagirale i tako ugušile nemire. Sličan scenarij se ponovio za vrijeme albanskih prosvjeda na Kosovu 1981. godine.

### 1970. – 1980.
Za vrijeme hrvatskoga proljeća 1971. JNA je, na graničnom području SR Hrvatske i SR Slovenije organizirala najveće združene vojne vježbe u svojoj povijesti, pod nazivom Sloboda '71 kojima je bio nazočan i Tito osobno. Te su vježbe imali funkciju pritiska i zastrašivanja na tadašnje disidentsko hrvatsko rukovodstvo i javno mnijenje.
Poslije Titove smrti JNA počinje voditi samostalnu politiku i Predsjedništvu SFRJ, kao ustavnoj osmočlanoj Vrhovnoj komandi, sve manje polaže račune.

### 1980. – 1990.
U rano proljeće 1981. JNA je, prvi puta u svojoj povijesti, oružano intervenirala na prostoru SFRJ, kada je uporabom borbenih sredstava i strahovitom demonstracijom sile, te provedbom neproglašenog izvanrednog stanja, uz civilne žrtve prekinula albanske demonstracije na Kosovu. Nakon tih događaja, na Kosovu je osnovan 52. korpus kroz koji će, na zapovjednim mjestima, proći brojni visoki časnici JNA što su 1990-ih slijedili politku Velike Srbije i provodili je diljem prostora nekadašnje SFRJ, poput Blagoja Adžića, Ratka Mladića, također i generali Dragoljub Ojdanić i Nebojša Pavković (optuženi za ratne zločine pred Međunarodnim sudom za ratne zločine počinjene na području bivše Jugoslavije), itd. Oružano interveniranje JNA na Kosovu je potaklo spekulacije, u zemlji i svijetu, kako bi JNA mogla preuzeti vlast u zemlji nakon što se sustavna kriza, poslije Titove smrti, nadalje komplicirala.
"Na XII. Kongresu SKJ (1982.) u Centralni komitet SKJ ušlo je 16 aktivnih generala. Tisuću časnika bilo je u svakom času na raznim političko-partijskim dužnostima izvan redovnog vojnog ustroja, ostvarujući na taj način kontrolu nad civilnim insitucijama i zadovoljavanje političkih i materijalnih interesa JNA, koja je kontrolirala i mnoge državne funkcije pa je tako 14 generala i admirala bilo postavljeno za veleposlanike SFRJ u drugim zemljama. Prvo kolektivno Predsjedništvo SFRJ (od svibnja 1980. godine, nakon Titove smrti, do 1984. godine), koje je prema Ustavu imalo funkciju vrhovnog zapovjednika oružanih snaga, brojilo je osam članova, a svi su bili pričuvni generali ili pukovnici".
Generali JNA kontrolirali su vojnu industriju, veoma važnu kariku jugoslavenskoga gospodarstva. Više od 550 tvornica je u SFRJ bilo sustavnim dijelom vojnoindustrijskoga kompleksa. U razdoblju od 1981. do 1990., vrijednost izvoza naoružanja i vojne opreme iznosila je 11,77 milijardi USD. Za financiranje JNA izdvojeno je u 1986. godini 4,79 %, u 1987. 4,61 %, u 1988. 4,21 %, u 1989. i 1990. godini 4 % sredstava iz jugoslavenskoga proračuna (ili za 1990. oko 2,5 milijarde USD). Gospodarski i financijski aspekt moći JNA ilustrira i podatak da je njena pokretna imovina 1990. procijenjana na 70 milijardi USD.
JNA je obnovila vojnu intervenciju na Kosovu početkom 1989. za vrijeme novih albanskih prosvjeda na Kosovu. Opet je bilo ubijenih civila Albanaca.

### Preustroj JNA
Obrambeni sustav SFRJ od usvajanja Koncepcije općenarodne obrane 1968. godine čine JNA i TO, a ova koncepcija ONO i DSZ osnažena je Ustavom iz 1974. godine koji je decentralizirao Jugoslaviju, odnosno republike i pokrajine su dobile prevlast nad saveznom državom. Decentralizirane republike bez Titovog diktatorskog nadzora 1980-ih su se nastojale demokratizirati, počele su sporu transformaciju prema demokratskim društvima. Vojni vrh JNA je u Sloveniji i Hrvatskoj vidio najveću opasnost, protiveći se, nakon kraja hladnoga rata neminovnim promjenama u SFRJ i većoj samostalnosti republika. Općenito, na riječima, zauzimali su se za "ravnopravnost naroda i narodnosti".
U realnosti, JNA se osamostalila i postala samostalan čimbenik. Samostalna JNA odnosno njeni čelnici (Mamula i Kadijević) željeli su potpuni nadzor nad oružanom silom, te im je Teritorijalna obrana smetala jer se u biti radilo u slabijoj, ali republički nadziranoj postrojbi, iako su njeni zapovjednici formalno bili podložni lokalnim zapovjednicima JNA. Stoga je 1986. predložena, a u veljači prihvaćena inicijativa o preustroju JNA pod kodnim imenom vojišne organizacije Jedinstvo. Preustroj JNA stvorio je četiri vojne oblasti:
- Vojnopomorsku oblast sa sjedištem u Splitu - koju su ugrubo činili dio Istre, Primorje, Dalmacija i otoci, te crnogorsko primorje
- 5. VO sa sjedištem u Zagrebu, koja su činile Slovenija i manji dio Hrvatske, tj. Hrvatska zapadno od crte Virovitica-Karlovac-Karlobag[12] bez onoga uključenog u Vojnopomorsku oblast
- 1. VO sa sjedištem u Beogradu koju je činio ostatak Hrvatske (istočno od crte Virovitica-Karlovac-Karlobag), BiH, Vojvodina i dio Srbije
- 3. VO sa sjedištem u Skoplju koju je činio ostatatak Srbije, Crna Gora, Kosovo i Makedonija

Paralelno kako se JNA preustrojavala i spremala za rat, u Srbiji početkom rujna 1987., nakon 8. sjednice Centralnog komiteta SK Srbije Milošević preuzima potpunu vlast u Srbiji, generali JNA su bili sumnjičavi prema Miloševiću i njegovoj politici. No, već sredinom 1988. godine, po svjedočenju generala Veljka Kadijevića, armijski je vrh nudio Miloševiću da, uz podršku JNA, postane novi premijer SFRJ. Potkraj 1980-ih pojačava se politička srbizacija JNA te ona početkom 1990-ih postaje oruđe velikosrpske politike srbijanskog predsjednika Slobodana Miloševića i sudjeluje u agresiji na Sloveniju, agresiji na Hrvatsku i agresiji na Bosnu i Hercegovinu.
U knjizi "Slučaj Jugoslavija", objavljenoj 2000. godine u Podgorici,  Branko Mamula potvrđuje kako je armijski vrh SFRJ planirao i izvodio aktivnosti koje su za cilj imale uspostavu vojne diktature (državnog udara) u Jugoslaviji i to znatno prije negoli su sjeverozapadne republike pale u ruke "nacionalistima", pa i prije nego što je u Srbiji kormilo preuzeo Milošević:
"Poznato je da je JNA, barem njezin značajan dio, do posljednjeg trenutka ostao čvrsto na pozicijama komunizma i čvrste jugoslavenske federacije. No, kako se opcija čvrste federacije u svojoj biti poklapala s najvažnijim ciljevima miloševićevskog velikosrpstva ("svi Srbi u jednoj državi") sasvim je razumljivo da je JNA ubrzo postala i njegovom snažnom braniteljicom".

## Nacionalna struktura
Jedno vrijeme uspjela se u redovima časničkog kadra JNA održavati ravnopravna zastupljenost svih naroda Jugoslavije. Kada nakon Hrvata Ivana Gošnjaka kao ministra obrane dolazi 1967. godine na to mjesto Srbin Nikola Ljubičić, on protežiranjem svojih ljudi počinje mijenjati nacionalnu strukturu u vojnim vrhovima i prestaje se poštovati Zakon o ravnomjernom sudjelovanju svih naroda u popuni profesionalnog kadra u JNA.
| Nacionalnost | Zastupljenost | Indeks odstupanja od udjela u stanovništvu |
| ------------ | ------------- | ------------------------------------------ |
| Srbi         | 63,2 %        | +51                                        |
| Jugoslaveni  | 3,6%          | +45                                        |
| Crnogorci    | 6,2%          | +148                                       |
| Makedonci    | 6,3%          | +8                                         |
| Muslimani    | 2,4%          | -78                                        |
| Hrvati       | 12,6%         | -53                                        |
| Slovenci     | 2,8%          | -66                                        |
| Mađari       | 0,7%          | -70                                        |
| Albanci      | 0,6%          | -91                                        |
| Ostali       | 1,6%          | -52                                        |

*Najveći nesklad očitovao se od 1986. do 1990. - nakon memoranduma SANU i preustroja OS SFRJ udio Srba u časničkom zboru prelazi 70%.
Godine 1985. indeks zastupljenosti Crnogoraca u aktivnom časničkom i dočasničkom kadru u odnosu na postotak stanovništva Jugoslavije bio je 204 (5,82%, a u ukupnom stanovništvu 2,58%), Srba 157, Makedonaca 113, Hrvata 63, Muslimana-Bošnjaka 41, Slovenaca 34, Albanaca samo 14. Procjenjuje se da je od 70.000 profesionalaca u JNA, njih 50.000 ili oko 70% bili Srbi ili Crnogorci (prema statistici iz 1985. godine bilo ih je 63%), a na vodećim mjestima taj postotak bio je još i viši. Prema podacima koje navodi Branko Mamula (Slučaj Jugoslavija, str. 335. – 336., CID, Podgorica, 2000.) 1985. godine, generalski kor činilo je 0,29 % od ukupnog broja djelatnih vojnih osoba. Crnogoraca je među generalima i admiralima bilo 11,1 %, Hrvata 19 %, Makedonaca 4,9 %, Slovenaca 10,4 %, Srba 46,5 %, Muslimana 2,8 %, Albanaca 1,4 % i Jugoslavena 4,9 %. Po republičkom podrijetlu struktura je bila sljedeća: iz Bosne i Hercegovine 15,28 %, iz Crne Gore 11,11 %, iz Hrvatske 30,56 %, iz Makedonije 3,47 %, iz Slovenije 9,72 %, i iz Srbije 28,47 % od toga 18,06 % iz Srbije, 5,56 % s Kosova i 4,86 % iz Vojvodine.

## JNA i KOS
Snažnu polugu svoje moći, generali JNA su imali u KOS-u, tajnoj vojnoj službi sigurnosti, koja je provodila operacije nadzora nad čimbenicim političkoga i javnoga života. KOS je imao široku mrežu konfidenata.

## JNA i Milošević
Nakon 14. kongresa (20. do 22. siječnja 1990.) i raspada SKJ, generali su 19. studenoga 1990. u Beogradu osnovali Savez komunista — Pokret za Jugoslaviju (SK-PJ), s malim brojem članova izvan JNA. Oko 75.000 registriranih članova SK-PJ bili su djelatni časnici i dočasnici, kao i građani na radu pri JNA. Za vrijeme prvih višestranačkih izbora u Srbiji 9. prosinca 1990. generali su kroz SK-PJ podržali Miloševićevu Socijalističku partiju Srbije (SPS).
Miloševićev SPS se, poput JNA,  protivio gospodarskoj reformi proliberalnog jugoslavenskog premijera Ante Markovića. Nadalje, ono što ih je spajalo, bilo je kruto inzistiranje na Jugoslaviji kao isključivo federalnoj zajednici. Milošević je računao da će na temelju brojčane dominacije Srba kao većinskoga naroda, uvođenjem princima jedan čovjek-jedan glas, sustavno legalizirati srpsku dominaciju nad ostatkom Jugoslavije.
Za takvu su dominaciju bili zainteresirani brojni Srbi, djelatni i utjecajni umirovljeni generali JNA, najprije intimno a potom i sasvim javno. Na drugoj strani, JNA je u federalnom kontekstu vidjela sebe i s privilegiranim i nepromijenjenim monopolima, političkim i gospodarskim.
Miloševićeva žena, Mirjana Marković, je bila član Saveza komunista — Pokreta za Jugoslaviju. Ova je partija 1994. promijenla ime u Jugoslavenska ljevica (JUL) a Markovićeva je bila predsjednica JUL-a. U drugoj polovici 1990-ih JUL će biti koalicijski partner SPS-u.
Tijekom velikih cjelodnevnih prosvjeda 9. ožujka 1991. srpske oporbe, koje su uzdrmale Miloševića, JNA je u večernjim satima izvela tenkovske postrojbe na ulice Beograda u znak podrške Miloševiću.

## Ratni ciljevi JNA
U siječnju 1991. godine se oglasila Politička uprava Saveznog ministarstva obrane (SSNO-Savezni sekretarijat za narodnu obranu) internim priopćenjem koje je trebalo biti imperativnim temeljem djelovanja JNA u predstojećim događajima. Najprije su, u spomenutom priopćenju, prognozirali da će SSSR nastaviti igrati ključnu ulogu na globalnoj sceni, te da su se "Sovjeti počeli pribirati". "Ni u Jugoslaviji socijalizam nije dokrajčen i bačen na koljena", objasnili su generali. Oni su odbacili mogućnost očuvanja kao konfederalne zajednice (savez suverenih država) jugoslavenske zajednice i zatražili da se JNA uključi u političke rasprave o budućnosti zemlje:
"...Naša iskustva govore da Jugoslavija može postojati jedino kao država. Ako nije država, nije Jugoslavija, onda je nešto drugo. Ono što neki nude u Jugoslaviji kao konfederaciju, to faktički nije država, niti može biti...Naš osnovni zadatak mora biti stvaranje pretpostavki za funkcionisanje federalne države. To najprije znači likvidirati proboje koji su izvršeni u području jedinstva oružanih snaga; realizirati zadatke razoružanja i likvidirati paravojne organizacije u Jugoslaviji....Sada posebno treba paziti na osiguranje visokog stupnja borbene spremnosti jedinica i funkcionalnosti i sigurnosti sistema rukovođenja i komandovanja...Usporedo se svi moramo zalagati u konstituiranju i osposobljavanju Saveza komunista - pokreta za Jugoslaviju".
Sve do listopada 1991. godine u vrhu JNA prevladavala je "jugoslavenska" opcija (bez Slovenije), te opcija očuvanja neznatno modificiranog komunističkog sustava, ali su slomom planiranih ofenziva u tom razdoblju definitivno odbačene.
Glavna JNA publikacija, tjednik Narodna armija je 23. listopada 1991. objavila, bez ikakva komentara, izgled novih obilježja i simbola JNA bez petokrake zvijezde, kao prepoznatljivoga komunističkog obilježja JNA. U naredna će dva mjeseca, tijekom agresije na Hrvatsku te u vrijeme priprema agresije na Bosnu i Hercegovinu, u konačnom je i izvršena nova simbolička prekompozicija JNA koja je kao novu oznaku dobila modificiranu srpsku kokardu.
"Namjesto petokrake na kapama je, kao i na vojničkim zastavama, pečatima, dokumentima, od prvih dana 1992. trebalo da se nalaze trobojne oznake (štitovi, kokarde) u jugoslavenskim bojama".
Početkom 1992. godine SFRJ napušta, najprije Makedonija, a potom i BiH. Vrh JNA je, u međuvremenu, etapno priješao put od zagovornika SFRJ na ogoljenu inačicu Velike Srbije, kroz formu tkz. Treće Jugoslavije. Na tom putu JNA sve više odbacuje krinke i postaje u biti srpska vojska.

## Ustroj JNA
JNA se sastojala od Kopnene vojske, Ratnog zrakoplovstva i protuzračne obrane i Ratne mornarice. Godine 1968. dolazi do stvaranja Teritorijalne obrane SFRJ (TO).

### Vojni rok
U početku je vojni rok u JA trajao dvije, tri ili četiri (RM, osim obalne obrane) godine, takvo je stanje vrijedilo do 1952. godine, kasnije se obavljao dvije godine, u određenim rodovima, iznimno tri godine. Osobe sa završenom srednjom ili njome izjednačenom školom, te s višim obrazovanjem, imale su pravo vojni rok obavljati tijekom jedne godine. Vojni leksikon spominje 15 mjesečni vojni rok, u RM 18 mjeseci. U završnoj fazi, vojni rok je trajao godinu dana, osim za osobe koje iz vjerskih razloga odbiju držati oružje, koje su vojni rok služile 24 mjeseca.

## Ratne operacije JNA
Još u travnju 1990. godine, kada se vidjelo da HDZ pobjeđuje, a Ivica Račan odbija izvršiti udar, JNA je hrvatskoj Teritorijalnoj obrani (TO) oduzela sve naoružanje (za oko 200.000 vojnika). Slovenija je uspjela djelomično spriječiti preotimanje naoružanja njihove TO, tako da u ratu u Sloveniji nisu bili nenaoružani.
JNA je ispočetka zauzela prividno neutralno stajalište, no još ljeta 1990. se je izravno stavila na stranu srpskih pobunjenika, neposredno nakon izbijanja balvan-revolucije. RH je tad iskusila grubi zador u svoj suverenitet, kad je zrakoplovstvo JNA (JRV) interveniralo protiv hrvatskog MUP-a. To je bilo kad je 17. kolovoza 1990. MUP RH poslao prema Kninu 3 helikoptera s policajcima radi gušenja velikosrpske pobune, a iznad Ogulina su ih presreli 2 zrakoplova MiG-21 JNA (JRV) koji su zaprijetili helikopterima da će ih srušiti, ako ne skrenu s predviđene rute i ne vrate se u Lučko.
Nakon kratkotrajna rata u Sloveniji koncem lipnja 1991. godine, za čiji je povod uzet izgovor kontrole međunarodnih graničnih prijelaza - a koji se okončao potpunim evakuiranjem JNA s teritorija Slovenije -  glavni strategijski cilj JNA je postao teritorijalno komadanje Hrvatske. Pod objašnjenjem da "JNA štiti srpski narod u Hrvatskoj", organizirala je JNA vojničke postrojbe Srba u okviru tkz. Krajine. JNA je, sredinom 1991. godine, kako tvrdi general Veljko Kadijević, Srbima u Hrvatskoj “pomogla da se vojnički, pa i politički pripreme za događaje koji će slijediti".
Kako je izgledala strategijska zadaća JNA napada na Hrvatsku? O tome izvješćuje general Kadijević u svojoj knjizi tiskanoj 1993. u Beogradu:
“Strategijsku zadaću izvesti u dvije faze. U prvoj, pretežno protuvudarima taktičkog značaja na više pravaca dok se Hrvatska jače ne uključi (napad na kasarne), uz pojačano organiranje i pripremu srpskih pobunjenika, a u drugoj, jedinstvenom strategijskom napadnom operacijom poraziti hrvatsku vojsku... Zamisao manevra snaga: Potpuno blokirati Hrvatsku iz vazduha i mora. Pravce napada glavnih snaga direktnije vezati za oslobađanje srpskih krajeva u Hrvatskoj i garnizona JNA u dubini hrvatske teritorije. U tom cilju ispresjecati Hrvatsku na pravcima Gradiška-Virovitica, Bihać-Karlovac-Zagreb, Knin-Zadar i Mostar-Split (znači, sve do slovenačke granice). Najjačom grupacijom oklopno-mehanizovanih snaga zauzeti istočnu Slavoniju, a zatim nastaviti djelovanje na zapad, spojiti se sa snagama u zapadnoj Slavoniji i produžiti prema Zagrebu. Istovremeno, jakim snagama iz Herceg-Novog i Trebinja blokirati Dubrovnik, s kopna izbiti u dolinu Neretve i na taj način sadejstvovati snagama koje nastupaju s pravca Mostar-Split. Nakon dostizanja određenih objekata, osigurati i držati ‘granicu Srpske krajine’ u Hrvatskoj, izvući preostale dijelove JNA iz Slovenije i poslije toga pomoći JNA iz Hrvatske”.

## Kraj JNA
JNA je službeno ukinuta krajem svibnja 1992. kada iz njeznih ostataka nastaju Vojska Jugoslavije, Vojska Republike Srpske i Vojska RSK. Ostatak Vojske Jugoslavije preimenovan je 2003. godine u Vojska Srbije i Crne Gore, a nakon 2006. godine ta je vojska dobila naziv Vojska Srbije iako je bilo i prijedloga da se oružane snage Srbije nazovu Srpska vojska.

## Ministri obrane
Savezni sekretar za narodnu obranu (ministar obrane) je po ustroju, činu i ovlastima bio najistaknutije djelatno vojno lice, dok je i Generalštab JNA (Glavni stožer JNA) bio u formacijskom sastavu Saveznog sekretarijata narodne obrane (SSNO) kao najviše stručno i stožerno tijelo. Formalno je savezni ministar obrane bio član Savezne vlade SFRJ (Savezno izvršno vijeće).
Savezni ministri obrane su po pravilu, odmah iza maršala Tita, imali najviše generalske činove (četiri zvjezdice): general armije ili admiral flote.
Popis saveznih ministara obrane od 1945. do 1992. godine:

## Načelnici Generalštaba JNA
Popis načelnika Generalštaba (Glavnog stožera) JNA do 1945. do 1992.
NAPOMENA: Generalštab JNA ustrojen je kada i Jugoslavenska armija, 1. ožujka 1945., a preimenovan je u Generalštab Oružanih snaga SFRJ 29. rujna 1989. godine.

## JNA i unutarnja politika
Tijekom svoga postojanja, kroz JNA se djelatno provodila marksistička izobrazba, a ideološki je kriterij bio dominantan. Malo koji časnik je bio izvan Saveza komunista Jugoslavije. U JNA je postojala posebna Organizacija SKJ, u rangu s osam republičkih i pokrajinskih partijskih organizacija. Šef Organizacije SKJ JNA, po činu general, bio je članom najvišeg jugoslavenskog partijskog organa Predsjedništva Centralnog komiteta SKJ.

## Zanimljivosti
U JNA je od saveznoga Ustava 1963. do saveznih ustavnih amandmana (1971.) u uporabi "srpskohrvatski" jezik - što se provodi uglavnom na način da se koristi srpska ekavica pri pisanju službenih dokumenata, izdavanju zapovjedi te u vojnim tiskovinama. Od saveznih ustavnih amandmana 1971. navodi se osiguravanje prava na ravnopravnost jezika i pisama naroda i narodnosti u SR i SAP, kao i osiguravanje upotrebljavanja jezika naroda i narodnosti u dijelovima JNA. Ustavnim amandmanom XLI, točkom 4. od 8. srpnja 1971. ne navodi se više srpskohrvatski jezik, nego se omogućava donošenje saveznoga zakona kojim bi se odredilo jedan od jezika naroda i narodnosti kao zapovjedni jezik, kojim bi se obavljala i obuka u JNA. Od saveznoga Ustava 1974. godine događa se postupno oslobađanje od stege srpskohrvatskoga jezika tako što je omogućeno zapovijedanje na slovenskome jeziku i makedonskome jeziku, a bilo je dopušteno govoriti i pisati jezicima naroda i narodnosti, kao što su mađarski i albanski iako se tim jezicima nisu izdavale zapovjedi niti su se na njima objavljivali vojni listovi. U Enciklopediji Jugoslavije (2. izd., 6. sv., 1990., str. 242.), August Kovačec navodi kako se u jedinicama teritorijalne obrane potiče uporaba jezika socijalističkih republika, socijalističkih autonomnih pokrajina, općina i sl.
Pismo u uporabi unutar JNA bilo je većinom latinično pismo, a pojedine su vojne novine od 1945. pa nekoliko narednih godina bile tiskane ćiriličnim pismom.

Danas u Hrvatskoj, prema podatcima za 2011. godinu, 11.540 umirovljenih kadrova JNA prima mirovinu u prosjeku od 3.028,84 kn.

## Pogledajte i
- Činovi u Oružanim snagama SFRJ

## Vanjske poveznice
- Jugoslavenska narodna armija - važnija obilježja, Davor Marijan
- Yugoslav Army's Central Intelligence Unit: Clandestine Operations Foment War (engl.)
- HercegBosna.org - Raspad SFRJ i priprema agresije

1. Dusan Bilandžic: Hrvatska moderna povijest, Golden Marketing, Zagreb, 1999 - Epilog: Što je bila Jugoslavija
2. Ivan Aralica: Zadah ocvalog imperija, Znanje, Zagreb, 1991 - Laž i kornjačevina
3. Davor Domazet-Lošo: Hrvatska i veliko ratište, Udruga Sv.Jurja, Zagreb 2002 - Preoblikovanje JNA kao vojske tipa ideološke jednakosti u srpsku imperijalnu silu